# Isotopes du livermorium
Le livermorium (Lv, numéro atomique 116) est un élément synthétique, il ne possède aucun isotope stable et n'existe pas dans la nature. Le premier isotope synthétisé est le 293Lv en 2000, et c'est celui qui possède la plus longue demi-vie (53 ms). Seuls quatre isotopes ont été caractérisés, du 290Lv au 293Lv.

## Table
| Symbole du nucléide | Z(p) | N(n) | Masse isotopique (u) | Demi-vie        | Mode de désintégration | Isotope fils | Spin nucléaire |
| ------------------- | ---- | ---- | -------------------- | --------------- | ---------------------- | ------------ | -------------- |
| 290Lv               | 116  | 174  | 290,19864(71)#       | 15(+26−6) ms    | α                      | 286Fl        | 0+             |
| 291Lv               | 116  | 175  | 291,20108(66)#       | 6,3(+116−25) ms | α                      | 287Fl        |                |
| 292Lv               | 116  | 176  | 292,20174(91)#       | 18,0(+16−6) ms  | α                      | 288Fl        | 0+             |
| 293Lv               | 116  | 177  | 293,20449(60)#       | 53(+62−19) ms   | α                      | 289Fl        |                |

1. ↑  Le 290Lv n'a pas été synthétisé directement, mais obtenu comme produit de désintégration du 294Og.